# Schloss Seyfriedsberg

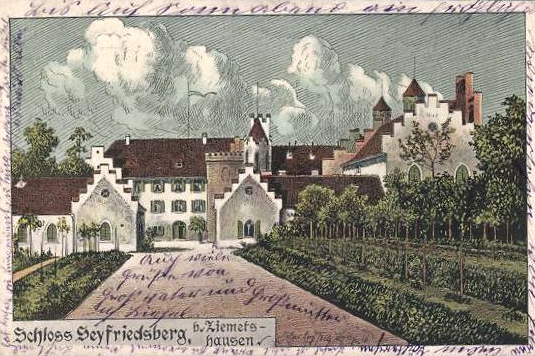
Schloss Seyfriedsberg, Ansichtskarte von Eugen Felle (1869–1934)

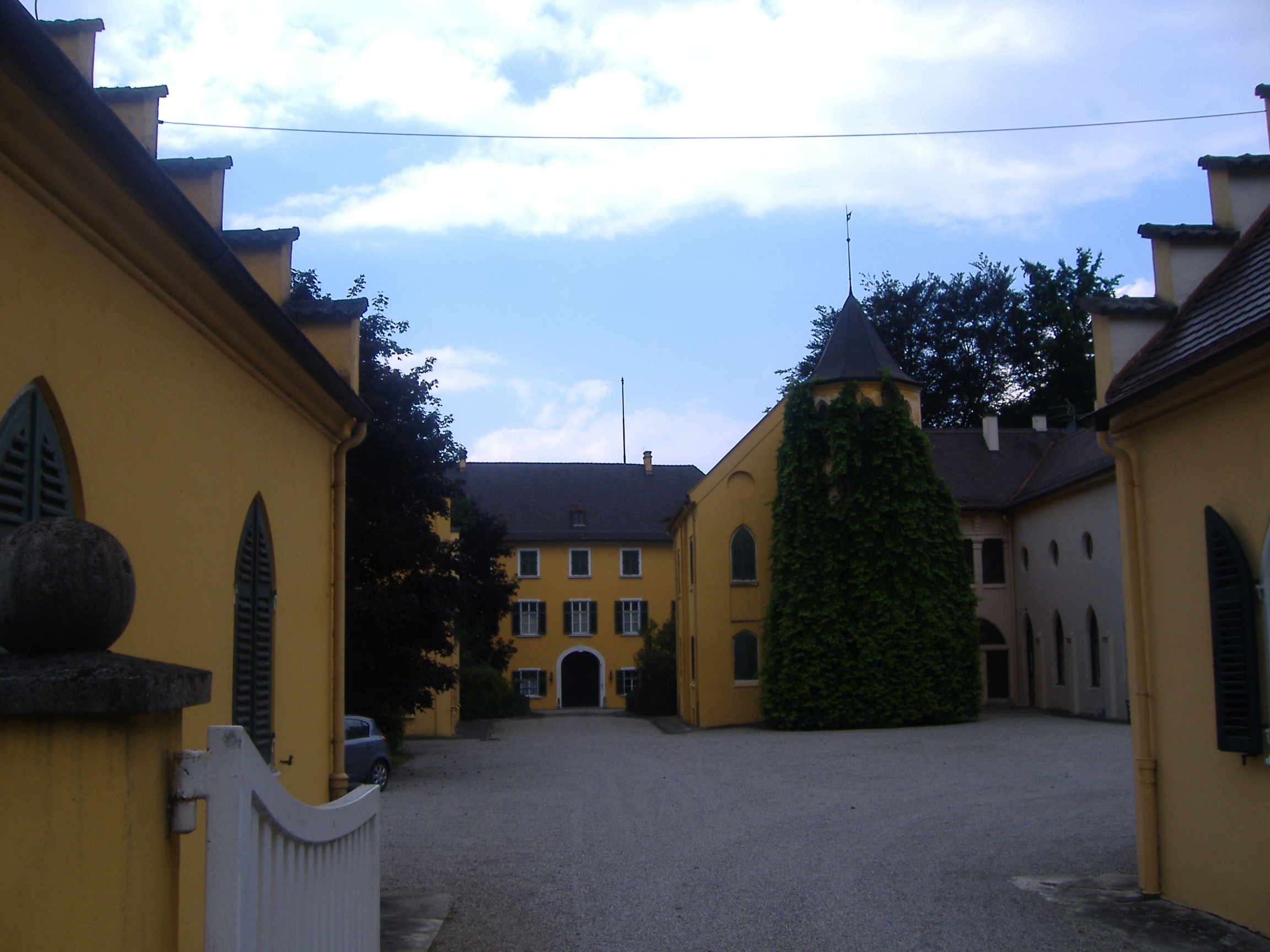
Blick in den Vorhof

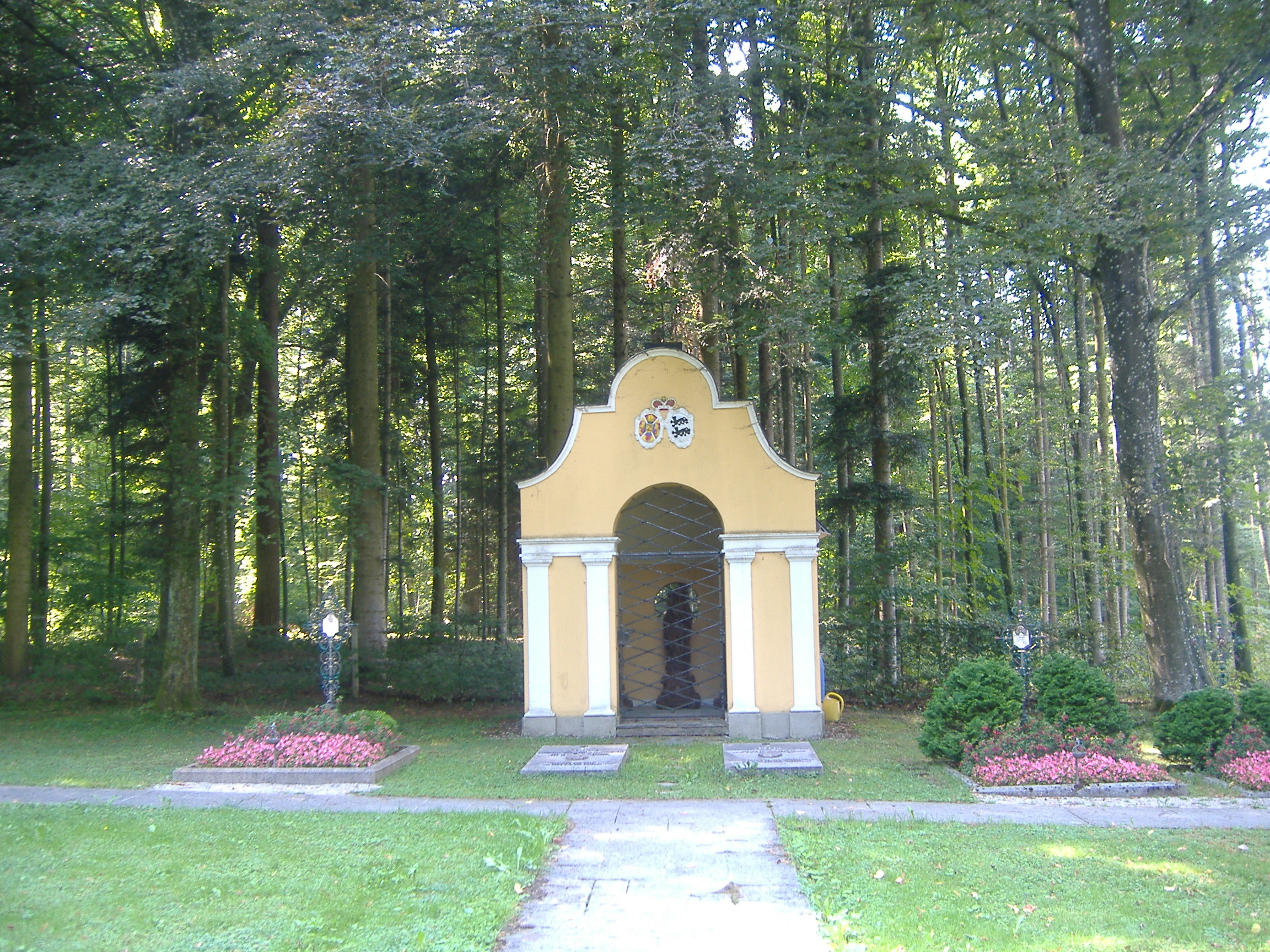
Fürstengruft

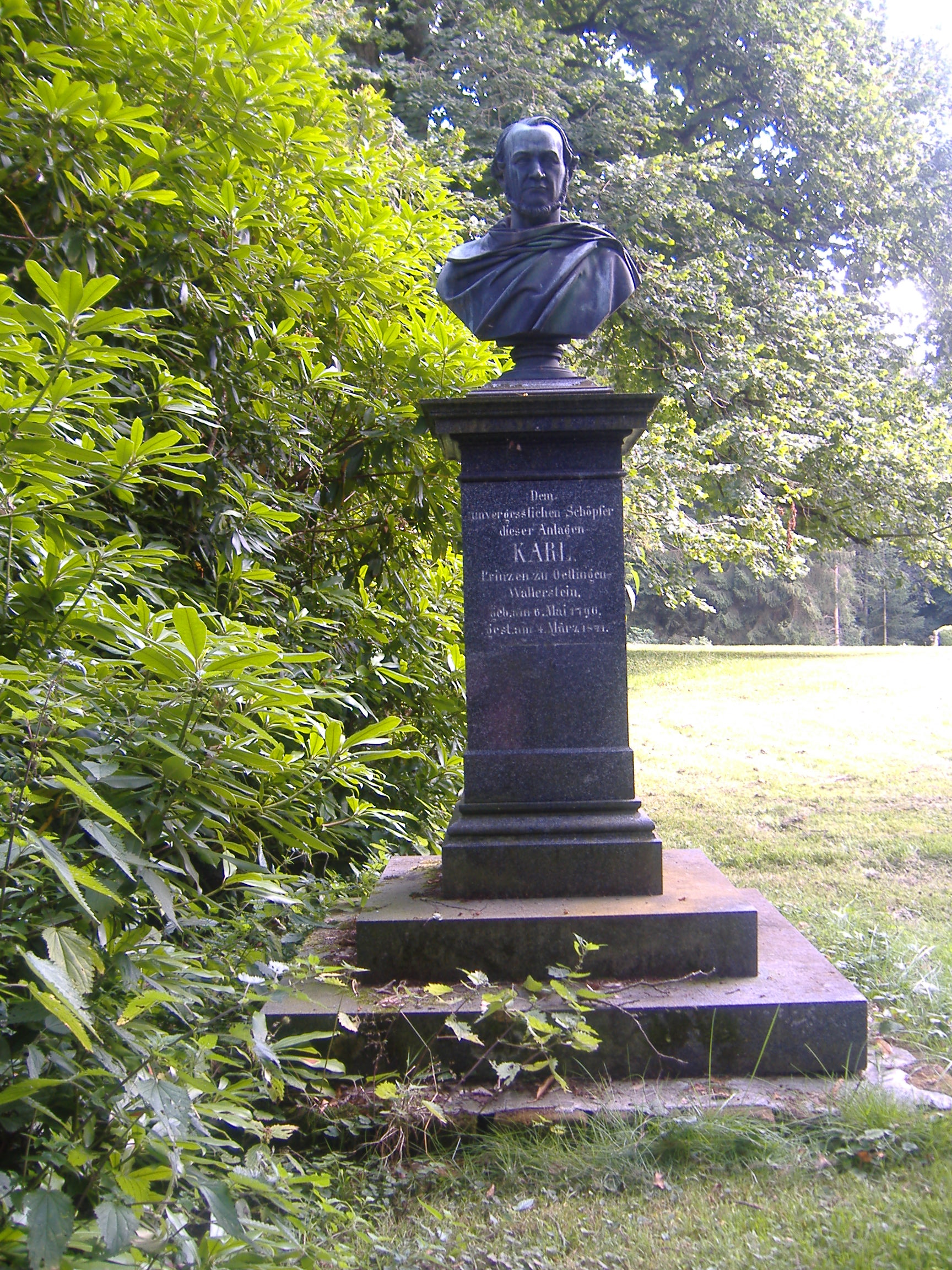
Denkmal von Prinz Karl, der den Schlosspark anlegen ließ

Das Schloss Seyfriedsberg (Seifriedsberg) ist ein Ortsteil von Ziemetshausen im schwäbischen Landkreis Günzburg.
Es befindet sich drei Kilometer südlich von Ziemetshausen und besteht aus einem dreistöckigen Hauptgebäude und einem im rechten Winkel erbauten Seitenflügel. Haupt- und Einfahrtsbau sind durch eine mit ziegelgedeckten Satteldach versehene Mauer verbunden, sodass ein abgeschlossener Hof entsteht. Die Fürstengruft, versehen mit dem Allianzwappen der fürstlichen Familien Oettingen-Wallerstein und Hohenlohe-Schillingsfürst, befindet sich 500 Meter östlich vom Schloss.

## Geschichte
Die Veste Seyfriedsberg wurde erstmals am 4. April 1251 als Sitz des staufischen Ministerialen Konrad Spannagel erwähnt. Der Name dürfte auf den in der Familie Spannagel/von Hattenberg wiederholt belegten Namen Siegfried zurückzuführen sein. Demzufolge wurde das Anwesen anfänglich Sifritspurc bzw. Sifritsperc benannt, woraus sich der heutige Name entwickelte. Wohl um 1280 wird die Markgrafschaft Burgau durch den Habsburger König Rudolf I. mit Seyfriedsberg belehnt. Am 5. April 1293 verkaufen Markgraf Heinrich II. von Burgau und sein Enkei Heinrich (III.) Seyfriedsberg an Bischof Wolfhart von Augsburg. Um 1306 ist die Herrschaft wieder in der Hand der Habsburger, die sie anlässlich eines Darlehengeschäftes an den einflussreichen Ulmer Bürger Kunzelmann verpfänden und den Pfandbrief am 13. Juli 1312 wieder einlösen.
Von 1529 bis 1568 erbaute Carl Villinger von Schöneberg der Ältere das Seyfriedsberger Schloss. Anfang des 17. Jahrhunderts ließ Carl Villinger von Schöneberg den Zwinger errichten und den Schlossgarten anlegen.1628 ging die Herrschaft an den Kämmerer und Jägermeister der Markgrafschaft Burgau, Jakob de Saint Vincent. Dieser ließ 1631 den Südflügel mit Tordurchfahrt errichten. Im November 1667 übernahm Ernst Graf zu Oettingen-Wallerstein Seyfriedsberg. Nach Aufkündigung der Pfandschaft durch die Habsburger erwarb Philipp Karl Graf von Öttingen-Wallerstein schließlich im Jahr 1751 die Herrschaft für einen hohen Betrag als österreichisches (vererbbares) Mannslehen.
In den folgenden Jahrhunderten wurde Schloss Seyfriedsberg immer wieder umgebaut und erweitert. 1810 erfolgte der Neubau des Doppelbogens der Schlossbrücke über den Halsgraben. Bei deren Sanierung 1891 stieß man auf das Widerlager der Zugbrücke der mittelalterlichen Burg. Von 1838 bis 1851 erfolgte eine Generalrenovierung des Hauptgebäudes: 1846 wurden etliche Vorbauten anstelle der abgerissenen Wirtschaftsgebäude erstellt. Diese bestehen aus dem zweistöckigen Nordwestflügel, der sogenannten Bibliothek mit achteckigem Turm und Spitzdach, und an der Südwestseite der Beschließerbau. Der Vorhof wird abgeschlossen durch den Prinzenbau, das Gärtnerhaus auf der Nordseite und durch das Hausmeisterhaus sowie einer Mauer zum stark abfallenden Gebäude auf der Südseite.
1848 ließ Karl Anselm Prinz zu Oettingen-Wallerstein vor dem Schloss einen forst-botanischen Park anlegen, in dem Sträucher und Bäume aus aller Welt gepflanzt wurden. Das Naturdenkmal ist ganzjährig für Interessierte frei zugänglich.
1945 plünderten französische Truppen das Schloss.
Die wertvollen Bestände der Schlossbibliothek sind teilweise in den Antiquariatshandel gekommen.
Nachdem das Haus Oettingen-Wallerstein fast 350 Jahre auf Seyfriedsberg saß, wurde das Schloss mit einem kleinen Teil der umfangreichen Ländereien 2016 an vier Privatpersonen aus dem Umfeld der Augsburger Impuls-Finanzmanagement AG verkauft. Die Gebäude wurden bis 2019 auch als Filmkulisse angeboten.
Ende 2019 wurde bekannt, dass die Diözese der Russisch Orthodoxen Kirche in Deutschland Interesse an dem Schloss zeigte und eine Bauvoranfrage zur Umwandlung des Schlosses in ein Kloster stellte. Die Klostergemeinschaft machte diesen Schritt, da sich ihr seit Ende des Zweiten Weltkriegs bestehendes Kloster des Heiligen Hiob von Potschajew im Münchner Stadtteil Obermenzing mittlerweile in einem schlechten baulichen Zustand befindet, zu eng geworden ist und sich ein Neubau schwierig gestaltet. Nach Erhalt des Bauvorbescheids wurden die Kaufverhandlungen weitergeführt und das Schloss schließlich Mitte September 2024 erworben. Geplant ist nun die Umwandlung in ein Kloster mit zusätzlichen Einrichtungen wie einem Priesterseminar, einem Klosterladen, einem Friedhof und einer Kapelle im Hof. Darüber hinaus ist geplant, den Bischofssitz des Diözesanbischofs von Berlin und Deutschland dorthin zu verlegen. Die Anlage bleibt dabei für Besucher und Gäste offen zugänglich. Nach einer mindestens eineinhalbjährigen Sanierungsphase soll das Kloster bezogen werden.